# Zonosaurus rufipes
Espèce
Synonymes
- Gerrhosaurus rufipes Boettger, 1881

Statut de conservation UICN

 NT  : Quasi menacé
Zonosaurus rufipes est une espèce de sauriens de la famille des Gerrhosauridae.

## Répartition
Cette espèce est endémique du Nord de Madagascar.

## Description
Cette espèce est ovipare. Elle mesure jusqu'à 22 cm de longueur totale.

## Étymologie
Le nom spécifique rufipes vient du latin rufus, rouge, et de pes, le pied, en référence à l'aspect de ce saurien.

## Publication originale
- Boettger, 1881 : Diagnoses reptilium et batrachiorum novorum ab ill. Antonio Stumpff in insula Nossi-Bé Madagascariensi lectorum. Zoologischer Anzeiger, vol. 4, p. 358-362 (texte intégral).